# 梁昕
梁 昕（りょう きん、生没年不詳）は、北魏から北周にかけての官僚・軍人。字は元明。本貫は安定郡烏氏県。

## 経歴
州主薄・冠軍将軍・中散大夫をつとめた梁勧儒の子として生まれた。若くして温厚で慎み深く、州里に知られた。524年（正光5年）、秦州で莫折念生らが反乱を起こすと、蕭宝寅が大都督となり、兵を率いて反乱の討伐にあたったが、梁昕はその下で行台参軍をつとめた。525年（孝昌元年）、盪寇将軍の号を受けた。しばらくして驤威将軍・給事中に転じた。蕭宝寅に従って万俟醜奴を討ち、対峙すること2年、前後で数十戦して、功績により征西将軍の号に進められた。爾朱天光が関中に入ると、梁昕は召し出されてその下で外兵参軍をつとめた。爾朱天光の征戦に従って、右将軍・太中大夫の位を受けた。
534年（永熙3年）、宇文泰が孝武帝を関中に迎え、軍を雍州に宿営させた。梁昕は三輔の名族として帝の謁見を受けた。宇文泰は梁昕の容貌が魁偉なのを見て、褒め称えた。すぐさま梁昕は右府長流参軍に任じられた。535年（大統元年）、鎮南将軍・金紫光禄大夫の位を加えられ、丞相府戸曹参軍に転じた。537年（大統3年）、宇文泰に従って弘農奪回に参加し、沙苑の戦いに参戦して、いずれも功績を挙げた。車騎将軍・丞相府主簿に任じられた。洛安郡太守として出向し、長安に召還されて大将軍行台兵部郎中となり、帥都督の位を加えられた。546年（大統12年）、河南郡太守に任じられ、大塢に駐屯した。ほどなく閻韓に駐屯地を移した。東荊州刺史に転出し、善政につとめて、少数民族や流民の帰順する者が相次いだ。安定県子に封じられた。大都督・車騎大将軍・散騎常侍・儀同三司に累進した。
557年、北周が建国されると、驃騎大将軍・開府儀同三司の位に進められた。明帝の初年、胡城県伯の爵位に進められた。559年、九曲城主に任じられた。561年（保定元年）、中州刺史に転じ、さらに邵州刺史に転じた。562年（保定2年）、母が死去したため、辞職して喪に服した。ほどなくもとの任に復帰した。566年（天和元年）、長安に召還されて工部中大夫に任じられた。後に陝州総管府長史として出向した。ほどなく在官のまま死去した。大将軍の位を追贈された。諡は貞といった。

## 伝記資料
- 『周書』巻39 列伝第31
- 『北史』巻70 列伝第58